# Мариана Лечева
Мариана Симеонова Лечева е българска актриса. Известна е с озвучаването на филми и сериали. По-известни заглавия с нейно участие са „Есмералда“, „Капризи на съдбата“, „Желязната дама“, „Призракът на Елена“, „Гарфилд и приятели“, „Имението „Евърмур““, „Индиана Джоунс и последният кръстоносен поход“ (по БНТ) както и с работата си на радиожурналистка в БНР.
От 10 август 2010 г., гласът на Мариана Лечева се чува по уредбата на столичните тролеи по линиите 11 и 4.